# Harpactus
Harpactus is een geslacht van vliesvleugelige insecten van de familie van de graafwespen (Crabronidae).

## Soorten
- H. affinis (Spinola, 1808)
- H. alvaroi Gayubo, 1992
- H. annulatus Eversmann, 1849
- H. consanguineus (Handlirsch, 1888)
- H. creticus (Beaumont, 1965)
- H. croaticus Vogrin, 1954
- H. elegans (Lepeletier, 1832)
- H. exiguus (Handlirsch, 1888)
- H. fertoni (Handlirsch, 1910)
- H. formosus (Jurine, 1807)
- H. guichardi (Beaumont, 1968)
- H. laevis (Latreille, 1792)
- H. leucurus (A. Costa, 1884)
- H. lunatus (Dahlbom, 1832)
- H. moravicus (Snoflak, 1943)
- H. morawitzi Radoszkowski, 1884
- H. niger (A. Costa, 1858)
- H. picticornis Vogrin, 1954
- H. priscus Ljubomirov, 2001

- H. pulchellus (A. Costa, 1859)
- H. quadrisignatus (Palma, 1869)
- H. schwarzi (Beaumont, 1965)
- H. tauricus Radoszkowski, 1884
- H. tumidus (Panzer, 1801)